# فردریک ۳۸۲۶
سیارک ۳۸۲۶ (به انگلیسی: 3826 Handel، نامگذاری:1973UV5) سه هزار و هشتصد و بیست و ششمین سیارک کشف شده‌است که در ۲۷ اکتبر ۱۹۷۳ کشف شد.
قدر مطلق سیارک برابر ۱۳٫۷۰ است.